# Ashey

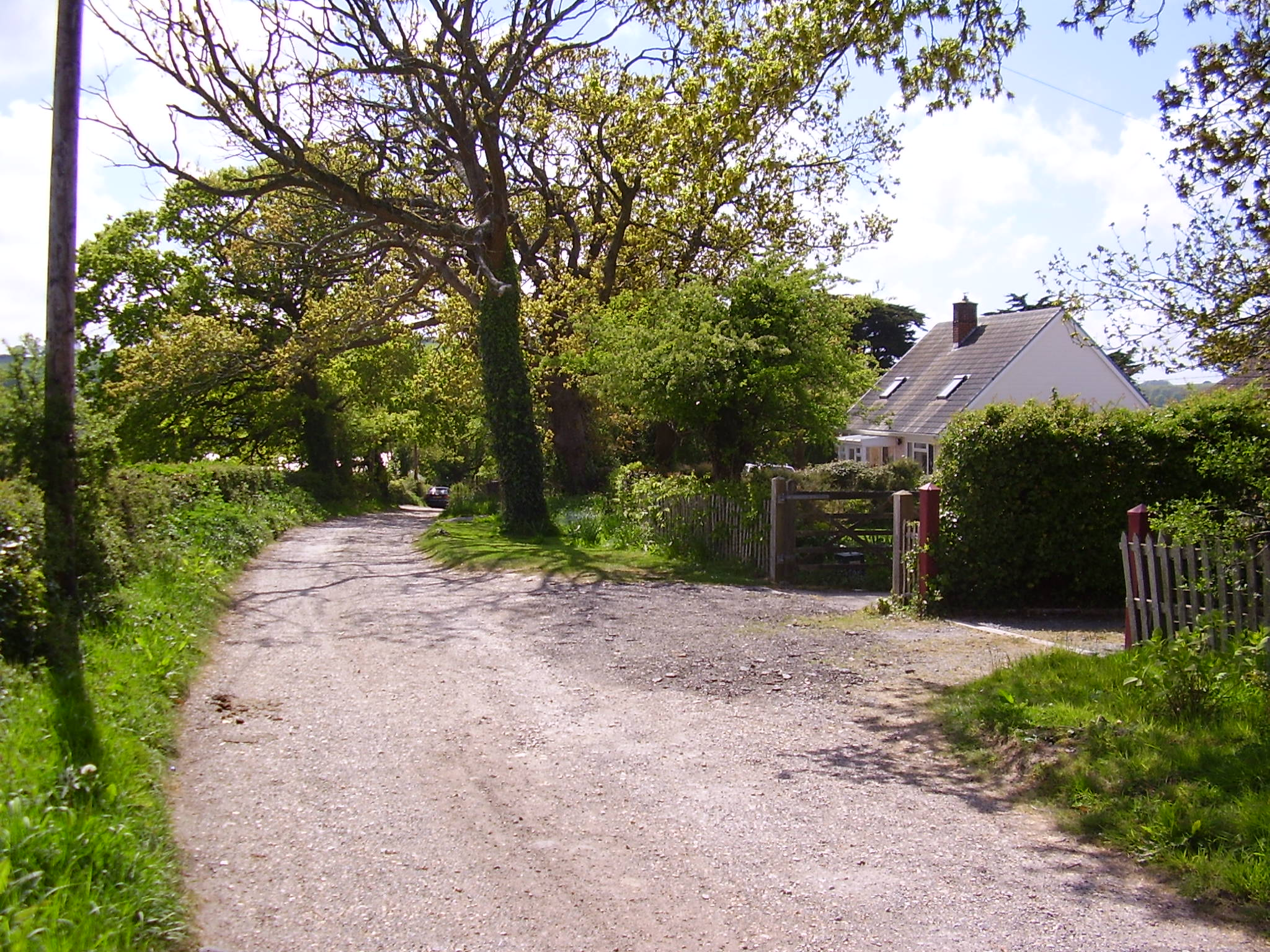
Le hameau d'Ashey

Ashey est un village de l’île de Wight, en Angleterre. Il forme la paroisse civile de Havenstreet and Ashey avec le village voisin de Havenstreet, à la périphérie de Ryde, sur l'île de Wight, en Angleterre. En 1931, la paroisse comptait 1499 habitants. La paroisse d'Ashey a été formée le 31 décembre 1894 à partir d'une partie de Ryde, le 1er avril 1933, la paroisse a été supprimée et fusionnée avec Ryde et Newchurch.